# Raquel Verdesoto
Raquel Verdesoto de Romo Dávila (Ambato, 16 de novembro de 1910 - Quito, 27 de maio de 1999) foi uma educadora, pedagoga, escritora, feminista e ativista equatoriana que se envolveu tanto na poesia como no gênero biográfico.

## Vida e obra
Filha de Francisco Verdesoto Murillo e Lucila Salgado Hidalgo, tornou-se professora na Escola normal Manuela Cañizares. Estreou no âmbito literário com o livro Sin mandamientos em 1935, trabalho com o que a colocou dentro da poesia decadente moderna.
Como ativista feminista, foi parte das fundadoras da Aliança Feminina Equatoriana em 1938, juntamente com Virgínia Larenas, Luísa Gómez de la Torre, Matilde Hidalgo de Prócel e Nela Martínez.

### Obras
Poesia
- Sin Mandamientos (1934).
- Labios en Llamas (1936).
- Recogí de la Tierra (1977).
- Ésta Fábula (inédito).
- Del Profundo Regreso (inédito).
- Patio de Recreo (inédito).

Outros
- Serie de Microbiografías de Ecuatorianos Ilustres (Ambato: Imprenta Municipal, 1949).
  - Juan Montalvo, fusta de las tiranías, 1832-1889 (1949).
  - Atahualpa: Raíz auténtica de la nacionalidad ecuatoriana, 1497-1533 (1949).
  - Rumiñahui: El defensor heroico del reino (1949).
  - Juan Pio Montúfar, marqués de Selva Alegre, primer presidente de la Junta Revolucionaria de Quito 1762-1822 (1949).
- Manuela Sáenz Tomo I y II (Quito: Editorial Casa de la Cultura Ecuatoriana, 1963).

## 2
1. Goetschel, Ana María (2007). Educación de las mujeres, maestras y esferas públicas: Quito en la primera mitad del siglo XX. [S.l.]: Editorial Abya Yala. 328 páginas. ISBN 978-994-267-136-3
2. La Hora, ed. (19 de mayo de 2009). «Raquel Verdesoto Salgado». Consultado em 23 de agosto de 2013 Verifique data em: |data= (ajuda)
3. Universidad Andina Simón Bolívar, ed. (23 de marzo de 2011). «Lanzamiento de antología de la escritora Raquel Verdesoto». Consultado em 23 de agosto de 2013 Verifique data em: |data= (ajuda)
4. Villacís Molina, Rodrigo (18 de febrero de 2011).  Diario hoy, ed. «Poetas y poetisas». Consultado em 23 de agosto de 2013 Verifique data em: |data= (ajuda)[ligação inativa]
5. Rendón, Víctor M. (1935). «Women Writers of Ecuador». Books Abroad (em inglés). 9 (4): 380-382
6. Merhrioui, Stéphanie (2013). «Le statut de la femme cubaine à l'épreuve d'une  société machiste». Tesis Doctoral (PDF). [S.l.]: Université Sorbonne-Nouvelle-Paris 3. 448 páginas. Consultado em 23 de agosto de 2013
7. Pesántez Rodas, Rodrigo A. (1960). Presencia de la mujer ecuatoriana en la poesía. [S.l.]: Universidad de Guayaquil, Departamento de Publicaciones. 317 páginas